# بحيرة موهيغان (نيويورك)
بحيرة موهيغان ، والمعروفة باسم بحيرة موهيغان ،  هي مكان مخصص للإحصاء (سي دي بي) يقع في بلدة كورتلاند وجزئيًا في بلدة يوركتاون، وكلاهما في مقاطعة ويستشستر، نيو يورك. أطلق ويليام جونز على بحيرة موهيغان اسم «بحيرة موهيغان» في عام 1859، وكان يمتلك فندق ماونت بليزانت على الجانب الشرقي من البحيرة. يعود التغيير إلى أوائل السبعينيات من القرن الماضي، حيث أشار إليها السكان قبل ذلك باسم «بحيرة موهيغان»، وهو الاسم الذي لا يزال يستخدمه مكتب تعداد الولايات المتحدة لـ سي دي بي. بلغ عدد السكان في تعداد (2010)(6010). بحيرة موهيغان يوجد بها شواطئ ويتم إغلاقها أحيانًا للسباحة بسبب تكاثر الطحالب الضارة.
كانت المدينة موطنًا للعديد من مستعمرات البنغل الصيفية السابقة في الخمسينيات والستينيات. من بينهم مستعمرة سكاي فيو ومستعمرة ليكفيو خارج طريق الولايات المتحدة رقم 6 .

## جغرافية
تقع بحيرة موهيغان في41°19′7″N 73°50′53″W / 41.31861°N 73.84806°W (41.318568، -73.848029). وفقًا لمكتب الإحصاء بالولايات المتحدة ، تبلغ مساحة CDP 3.1 ميل مربع (8.0 كـم2) ، منها 2.9 ميل مربع (7.5 كـم2) هي الأرض و 0.2 ميل مربع (0.52 كـم2) ، أو 5.52 ٪، هو الماء.

## التركيبة السكانية
اعتبارًا من التعداد  لعام 2000، كان هناك 5,979 شخصًا و 1,975 أسرة و 1520 عائلة مقيمة في سي دي بي. كانت الكثافة السكانية 2058.4 لكل ميل مربع (796.0 / كم 2). كان هناك 2,052 وحدة سكنية بمتوسط كثافة 706.5 / متر مربع ميل (273.2 / كم 2). كان التركيب العرقي لـ سي دي بي 84.75٪ أبيض، 6.89٪ أمريكي من أصل أفريقي، 0.33٪ أمريكي أصلي، 2.91٪ آسيوي، 0.02٪ جزر المحيط الهادئ، 2.78٪ من أعراق أخرى، و 2.32٪ من سباقين أو أكثر. كان من أصل إسباني أو لاتيني من أي عرق 9.70 ٪ من السكان.
كان هناك 1,975 أسرة، 43.1٪ منها لديها أطفال تقل أعمارهم عن 18 عامًا يعيشون معهم، و 65.2٪ من الأزواج الذين يعيشون معًا، و 9.0٪ لديها ربة منزل بدون زوج، و 23.0٪ من غير العائلات. 18.9 ٪ من جميع الأسر كانت مكونة من أفراد، و 4.7 ٪ كان لديها شخص مقيم بمفرده يبلغ من العمر 65 عامًا أو أكثر. كان متوسط حجم الأسرة 2.83 ومتوسط حجم الأسرة 3.26.
في سي دي بي، انتشر السكان، حيث كان 28.8 ٪ تحت سن 18، و 7.6 ٪ من 18 إلى 24، و 32.7 ٪ من 25 إلى 44، و 22.1 ٪ من 45 إلى 64، و 8.8 ٪ الذين بلغوا 65 عامًا أو أكبر سنا. كان متوسط العمر 35 سنة. مقابل كل 100 أنثى، كان هناك 99.8 ذكر. لكل 100 أنثى من سن 18 وما فوق، هناك 95.2 ذكر.
كان متوسط الدخل للأسرة في سي دي بي80،719 دولارًا، وكان متوسط دخل الأسرة 88,903 دولارًا. كان للذكور متوسط دخل قدره 59219 دولارًا مقابل 39648 دولارًا للإناث. بلغ نصيب الرد من الدخل ل29،945دولاراً. حوالي 3.5 ٪ من الأسر و 4.1 ٪ من السكان كانوا تحت خط الفقر، بما في ذلك 7.2 ٪ من أولئك الذين تقل أعمارهم عن 18 عامًا وليس أي من أولئك الذين يبلغون 65 عامًا أو أكثر

## اماكن تاريخية
تمت إضافة كنيسة سانت جورج، التي بنيت في 1911-12 وصممها هيويت وبوتوملي بأسلوب إحياء الرومانسيك، إلى السجل الوطني للأماكن التاريخية في 8 مايو 2012.

## انظرأيضًا
- بحيرة
- بحيرة فيكتوريا
- بحيرة الأصفر

## روابط خارجية
- Mohegan Lake Improvement District
- Town of Cortlandt
- Town of Yorktown